# Base Léonore
Pour les articles homonymes, voir Léonore.
La base Léonore est une base de données française, dépendant du ministère de la Culture et gérée par les Archives nationales de France, qui répertorie les dossiers des membres[pas clair] de l'ordre national de la Légion d'honneur.

## Présentation
La base Léonore répertorie les dossiers des personnes nommées ou promues dans l'ordre national de la Légion d'honneur depuis sa création en 1802 et mortes avant 1977. Elle contient 390 000 dossiers, au 1er janvier 2014.

## Exhaustivité
À la suite des événements divers qui ont jalonné l'histoire, des dossiers ont été perdus à l'instar de ceux de la période du Premier Empire qui ont été presque entièrement détruits à la Restauration. De même, lors de la Commune de Paris en 1871, de nombreux dossiers ont été brûlés. Les dossiers répertoriés sont conservés par les Archives nationales de France.

## Reproduction gratuite
Comme toutes les données publiques conservées par les Archives nationales de France, les documents contenus dans cette base  peuvent être réutilisés gratuitement depuis 2017, que ce soit à des fins commerciales ou non
,.